# Franz Herber (ufficiale)
Franz Herber (Berlino, 2 giugno 1908 – Wittlich, 3 marzo 1996) è stato un militare tedesco nella Germania nazista. All'interno del Bendlerblock, fu determinante nella soppressione del tentativo di colpo di stato del 20 luglio 1944.

## Biografia
Franz Herber fu trasferito nel 1935 dalla polizia di stato di Berlino nel Reichswehr.
Nel novembre 1938 fu assegnato all'accademia di guerra e, dal 1941, prestò servizio nello stato maggiore dell'esercito. Il 1º novembre 1941 fu promosso maggiore, il 1º febbraio 1943 tenente colonnello. Nell'aprile 1943, assunse la direzione del dipartimento del quartiermastro dell'ufficio generale dell'esercito nel Bendlerblock. Il 29 maggio 1944, si recò a Berchtesgaden con Claus Schenk von Stauffenberg per una consultazione con Hitler. Il viaggio di ritorno congiunto a Berlino ebbe luogo l'8 giugno.
La sera del 20 luglio 1944, era l'ufficiale con più anzianità di servizio tra coloro che, di fronte a informazioni contraddittorie, inizialmente adottarono un approccio attendista, ma poi passarono al sostegno aperto al regime nazista. Inoltre, grazie alla sua funzione, aveva accesso all'armeria del Bendlerblock. Armò una squadra di ufficiali fedeli al generale Fromm che, in tarda serata, arrestò i personaggi chiave della cospirazione.
I suoi principali sostenitori furono il tenente colonnello Bolko von der Heyde e Karl Pridun. Tutti e tre furono promossi colonnello il 20 ottobre 1944, con validità retroattiva dal 1º agosto. Fu anche insignito della Croce di Ferro di I Classe.

## Filmografia
- Stauffenberg - Attentato a Hitler, regia di Jo Baier (2004), interpretato da Waldemar Kobus.
- Operazione Valchiria (Valkyrie), regia di Bryan Singer (2008), interpretato da Matthias Schweighöfer.